# Ciesnowa II
Ciesnowa II (biał. Цеснавая 1, Ciesnawaja 2; ros. Тесновая 1, Tiesnowaja 2) – wieś na Białorusi, w obwodzie mińskim, w rejonie stołpeckim, w sielsowiecie Litwa, przy drodze republikańskiej R54.

## Historia
W dwudziestoleciu międzywojennym leżała w Polsce, w województwie nowogródzkim, w powiecie wołożyńskim, w gminie Iwieniec. W 1921 miejscowość liczyła 174 mieszkańców, zamieszkałych w 27 budynkach, wyłącznie Polaków wyznania rzymskokatolickiego.
W czasie II wojny światowej 5 mieszkańców Ciesnowy I i II dołączyło do Zgrupowania Stołpeckiego Armii Krajowej.
Po II wojnie światowej w granicach Związku Sowieckiego. Od 1991 w niepodległej Białorusi.